# Creu del Maginet
La Creu del Maginet és una obra de Santa Margarida de Montbui (Anoia) inclosa a l'Inventari del Patrimoni Arquitectònic de Catalunya.

## Descripció
És una creu realitzada amb ferro i amb decoracions de temes vegetals. A la quart inferior hi ha les inicials i la data de la mort de la persona a qui va dedicada. Al peu de pedra, que sustenta la creu, hi ha la inscripció sobre el que és el que la creu commemora. Aquesta creu és una restauració de la original la qual va ser malmesa l'any 1936.

## Història
El nom de la creu del Maginet ve perquè s'erigí en el lloc on va morir d'accident Magí Rabell, el 18 de gener de 1904. Es troba al marge dret del riu Anoia.